# Nowosiolki, Gmina Zalesie
Nowosiołki là một ngôi làng thuộc khu hành chính của Gmina Zalesie, thuộc quận Biała Podlaska, Lublin Voivodeship, ở miền đông Ba Lan.